# Скобелева, Ольга Николаевна
О́льга Никола́евна Ско́белева (урождённая Полта́вцева; 11 [23] марта 1823 — 6 [18] июля 1880) — жена генерала Д. И. Скобелева и мать генерала М. Д. Скобелева. Начальница лазаретов во время Русско-турецкой войны 1877—1878 годов.

## Биография
Родилась в семье помещика Николая Петровича Полтавцева и Дарьи Алексеевны Пашковой, дочери богатого бригадира А. А. Пашкова. У Полтавцевых было пять дочерей, старшая из них, Наталья (1815—1896), замужем не была; Елизавета (1817—1866), была замужем за генерал-адъютантом графом Н. Т. Барановым. Младшие три дочери получили прекрасное образование в Смольном институте.
В 1839 году среди выпускниц института была Екатерина Полтавцева (1821—1910), в будущем статс-дама и кавалерственная дама ордена Св. Екатерины 2 степени, в 1842 году она стала женой генерала А. В. Адлерберга. В 1845 году стены института покинула младшая из сестер, Анна (1825—1904), получившая при выпуске шифр, она была замужем за Жеребцовым.

## Замужество

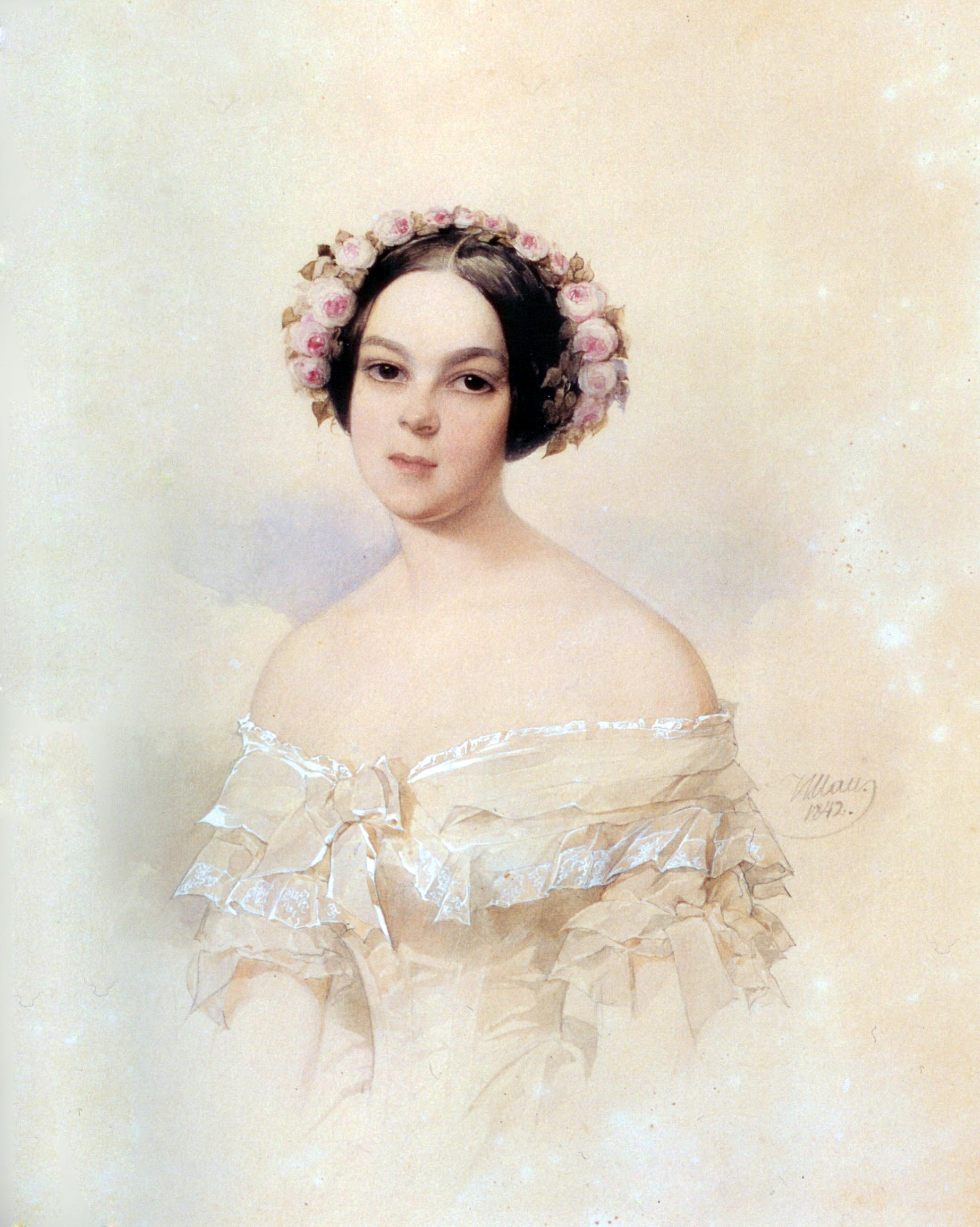
Ольга Скобелева на акварели В. И. Гау (1842)

Средняя из сестер, Ольга, окончила институт в 1842 году и вскоре вышла замуж за генерал-лейтенанта Дмитрия Ивановича Скобелева (1821—1879). В сентябре 1843 года в Петербурге у Скобелевых родился первенец Михаил, будущий знаменитый генерал, а позже ещё три дочери.

Ольга Николаевна была женщиной большого петербургского света, но обладая умом и честолюбием, она не довольствовалась только этой ролью. «Высокого роста, некрасивой внешности, она была очень решительного характера и скора в решениях. Крайне самостоятельная в своих действиях, она желала управлять всем и всеми» и принимала участие во многих предприятиях своего сына Михаила Дмитриевича Скобелева. По словам барона Н. Н. Кнорринга:
Ольга Николаевна была очень интересной женщиной, с характером властным и настойчивым. Она очень любила своего единственного сына, посещала его даже в походной обстановке и своей широкой благотворительной деятельностью поддерживала его политику в славянском вопросе.
После смерти мужа в 1879 году Ольга Николаевна посвятила себя помощи больным и раненым и отправилась на Балканский полуостров, где встала во главе болгарского отдела Общества Красного Креста. Скобелева старалась изгладить по возможностям бедствия, нанесённые войной жителям Болгарии и Румелии. С этой целью она основала в Филиппополе (ныне Пловдив) приют для 250-ти сирот, родители которых были перерезаны башибузуками и черкесами, а также организовала ещё в нескольких городах приюты и школы. Немало сделала Скобелева для организации снабжения госпиталей Болгарии и восточной Румелии. Широкая благотворительность Ольги Николаевны, а также боевая слава её мужа и сына, снискали ей популярность среди балканских славян. В Румелии она намеревалась учредить образцовую сельскохозяйственную школу и церковь в память своего мужа, но не успела привести в исполнение это своё намерение.

## Смерть

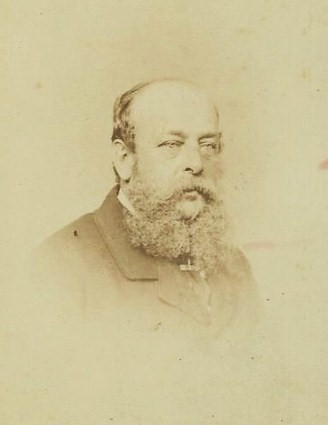
Дмитрий Скобелев, муж

6 июля 1880 года Ольга Николаевна отправилась с небольшой свитой  в Филиппополь. У селения Чирпан в 5 километрах от Филиппополя на ночной дороге на её экипаж напали разбойники с целью грабежа. Во главе этих разбойников стоял русский поручик, ординарец Скобелева и капитан румелийской полиции А. А. Узатис,  который , будучи вхож в дом Ольги Николаевны, был осведомлён  о 17  тысячах рублей и крупной сумме в турецких лирах,  которые она везла с собой  для госпиталей Восточной Румелии. Едва коляска остановилась, Узатис выхватил шашку и зарубил Ольгу Николаевну. Так же погибли горничная и кучер. Но сопровождавший Скобелеву унтер-офицер Матвей Иванов смог убежать и поднял тревогу. Узатиса нагнали, окружили, и он застрелился.
Филиппопольским городским советом поставлен памятник на месте убийства Ольги Николаевны Скобелевой.
Смерть Ольги Николаевны поразила её сына — Михаила Дмитриевича, горячо любившего свою мать; он плакал, как младенец, и не выходил весь день из своей палатки. Похоронили её в родовом имении, в церкви. Михаил Дмитриевич, чтя память своих родителей, заказал художнику Тюрину иконы их святых покровителей — святого Дмитрия Ростовского и святой равноапостольной княгини Ольги. Они были предназначены для церкви в родном имении. Художник в лицах святых изобразил родителей генерала, поэтому Михаил Дмитриевич не отдал их в церковь. Со временем на этих портретах, оставшихся в доме, тем же художником были изображены одежды, в которых ходили родители. Долгое время портреты украшали дом в Спасском. Где находятся эти портреты сейчас — неизвестно.

## Семья
В браке имела четверых детей:
- Михаил Дмитриевич (1843—1882), русский военачальник и стратег, генерал от инфантерии, генерал-адъютант.
- Надежда Дмитриевна (08.06.1846. Париж—1920), в 1865 году вышла замуж за князя Константина Эсперовича Белосельского-Белозерского (1843—1920), генерал-лейтенанта. После смерти брата, Надежда Дмитриевна стала его наследницей, она возглавила «комитет Скобелевского общества», в организации которого приняла самое деятельное участие. На свои деньги она построила на Крестовском острове инвалидный дом для бывших воинов, получивших увечья в русско-турецкую войну. Её сын С. К. Белосельский-Белозерский, русский генерал, участник Белого движения, был весьма крупным землевладельцем.
- Ольга Дмитриевна (08.07.1847—1898), фрейлина, сестра милосердия в русско-турецкой войне 1877—1878 годов, ученица знаменитой певицы Полины Виардо, под руководством которой сочиняла романсы, вальсы, марши. Была замужем за Василием Петровичем Шереметевым (1836—1893), в браке имели 7 детей. Одна из богатейших женщин России, хозяйка Юринского замка.
- Зинаида Дмитриевна (1856—1899), в 1878 году стала второй женой герцога Евгения Максимилиановича Лейхтенбергского (1847—1901), в 1878 году получила титул графини Богарне (1878) и герцогини Лейхтенбергской с титулом светлости (с 1889 года). В 1880—1899 годах состояла в любовных отношениях с вел. кн. Алексеем Александровичем (1850—1908). Умерла 16 июня 1899 года в Петербурге от рака горла.

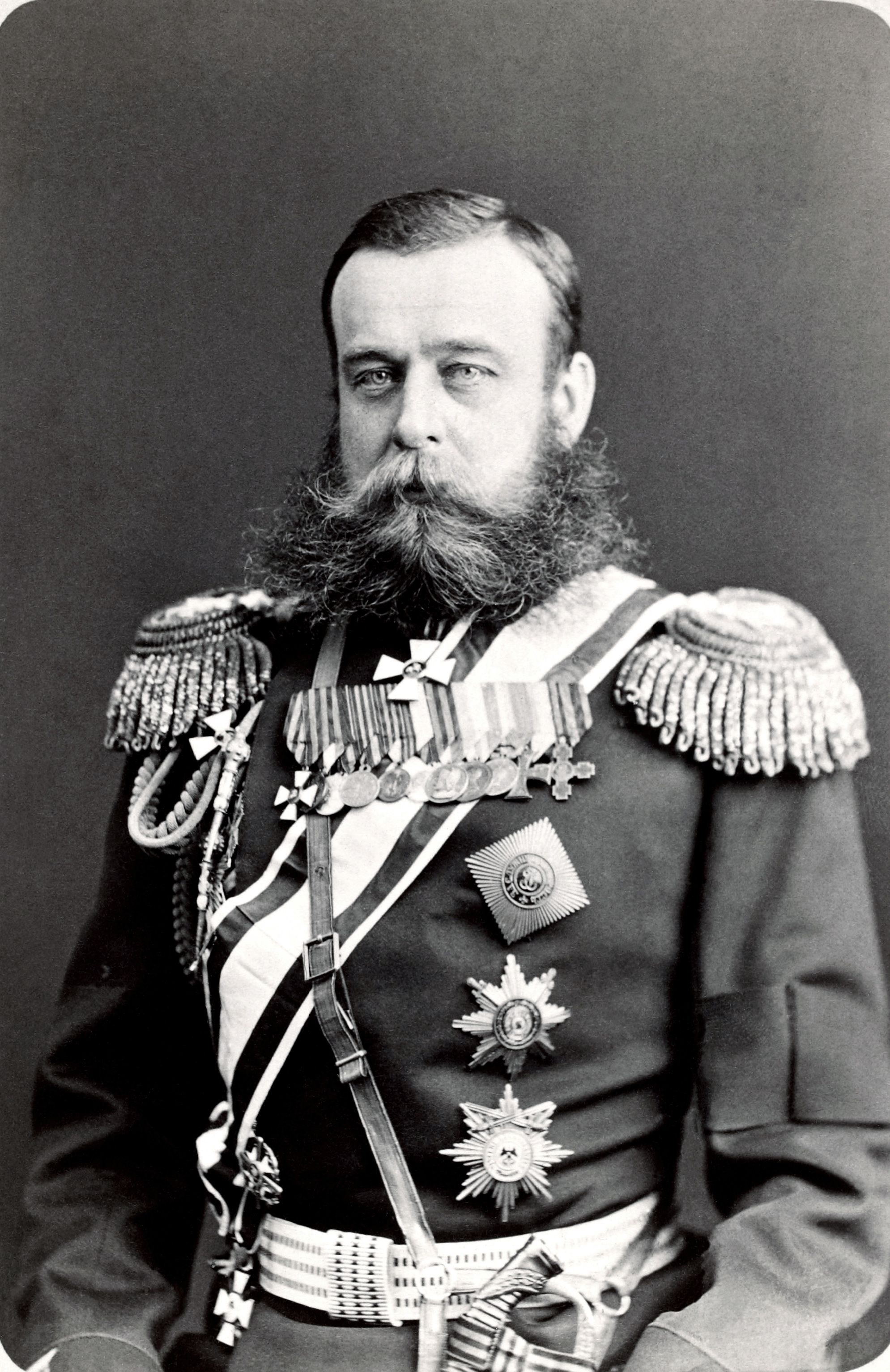
Михаил
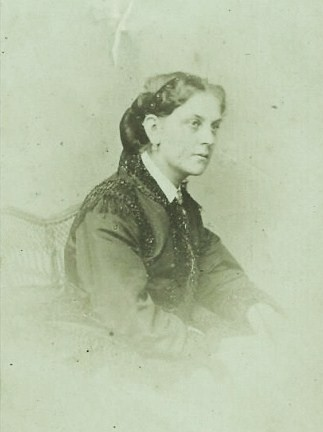
Надежда
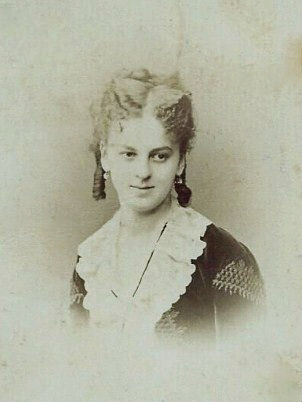
Ольга
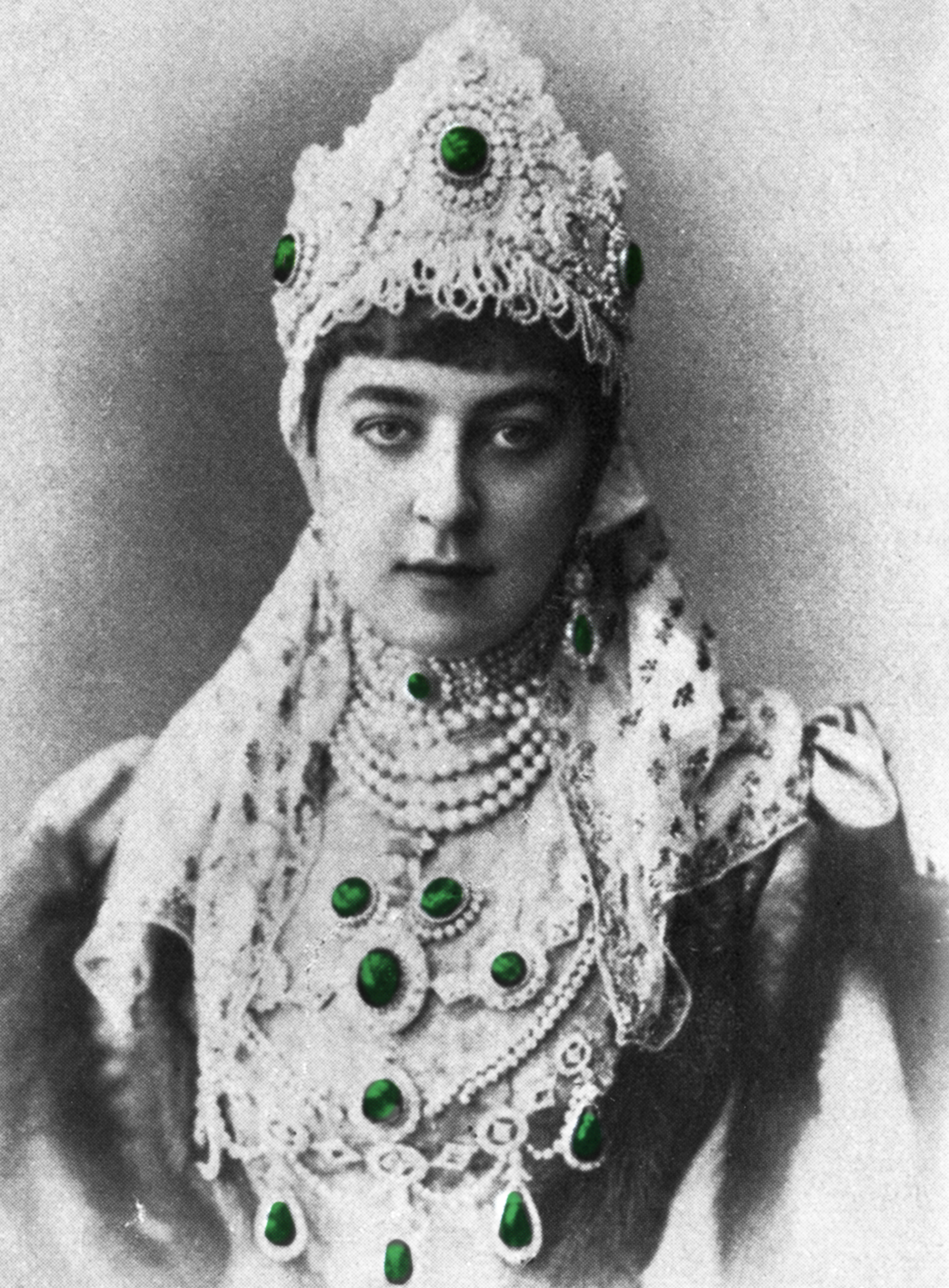
Зинаида

## Источник
- Скобелева, Ольга Николаевна // Русский биографический словарь : в 25 томах. — СПб.—М., 1896—1918.